# Static-X
Static-X es una banda estadounidense de metal industrial originaria de Los Ángeles, formada en 1994 por los músicos Wayne Static y Ken Jay. Hasta 2014, la banda estuvo compuesta por Static, Jay, Tony Campos y Koichi Fukuda, pero tras la muerte de Static en noviembre de ese año debido a una errónea combinación de medicinas, fue reemplazado por Edsel Dope, siendo el vocalista de la banda.

## Historia

### Formación,Wisconsin Death TripyMachine(1994-2001)

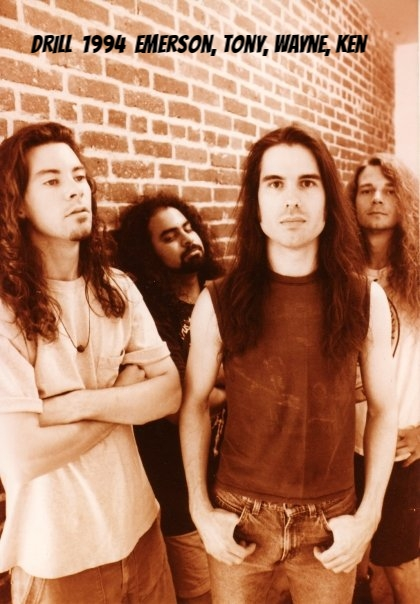
La banda en 1994, entonces llamada «Drill».

Static-X fue creada en 1994 después de la disolución de Deep Blue Dream, una banda a la que Static perteneció anteriormente, donde tocó a finales de los años 1980 junto a Billy Corgan, futuro líder y miembro permanente de The Smashing Pumpkins. Sin embargo, cuando The Smashing Pumpkins empezó a obtener popularidad, Corgan decidió dejar la banda. Static necesitaba un baterista para Deep Blue Dream, por lo que Corgan le presentó a Ken Jay, uno de sus compañeros de trabajo de una tienda de discos.
A principios de los años 1990, Jay se mudó junto a Static a Los Ángeles para crear una nueva banda junto al guitarrista Emerson Swinford, a quién habían conocido gracias al cantante P. J. Olsson, una amistad cercana, y más tarde crearon una banda llamada Drill, que incluía a Campos como bajista. Después de que Swinford dejara la banda, el resto de miembros reclutaron al guitarrista japonés Koichi Fukuda, y empezaron a tocar algunos géneros musicales, como el post-grunge y el hardcore punk. Posteriormente renombraron a la banda como Static-X (disolviendo a Deep Blue Dream).
En 1998, Static-X firmó un contrato con Warner Bros. Records, y para marzo del año siguiente, publicó su álbum debut, Wisconsin Death Trip, lanzando los primeros sencillos del álbum, como «Push It», «I'm With Stupid» y «Bled For Days» en 2000. Static-X realizó una gira para apoyar el lanzamiento del disco, tocando varias veces en el festival de Ozzfest, teloneando a Fear Factory. Ese mismo año, lanzaron un extended play promocional, The Death Trip Continues.
Comercialmente, el esfuerzo valió la pena, con el álbum posteriormente llegando a ser disco de platino de 2001. Sin embargo, la presión de grabar el siguiente disco era demasiado para Static y el resto de la banda. Static, preocupado de que serían incapaces de traer otro álbum exitoso, deseaba empezar a trabajar material nuevo mientras todavía seguirían en gira para promocionar Wisconsin Death Trip, mientras que el resto de la banda quería enfocarse en divertirse durante la gira. Sin apoyo, Static tomó cartas en el asunto, escribiendo material él mismo durante los dos años de gira. Esto causó fricción en el interior de la banda, quienes resentían a Static por no haber esperado por ellos o haberlos incluido en el proceso de creación, lo cual todos los miembros habían sido parte del álbum anterior. Fukuda también dejaría la banda a la conclusión de la gira, haciendo que la banda grabara su siguiente disco como un trío. Pese a esto, la banda volvió a lograr el éxito, con el segundo álbum, Machine, lanzándolo el 22 de mayo de 2001, y posteriormente fue certificado como oro con 500.000 unidades vendidas. Tripp Eisen reemplazó a Fukuda como guitarrista en la gira para promocionar el álbum.

### Shadow ZoneyStart a War(2002-2006)
En 2002, Static sería contactado por Jonathan Davis de Korn. Davis había firmado para dar la música para la banda sonora de Queen of the Damned, pero debido a limitaciones de contrato con Sony, quedó legalmente incapaz de tocar la música que había compuesto para la banda sonora. Para remediar la situación, Davis se contactó con un número de vocalistas de metal, incluyendo a Static, para cantar las canciones que él había escrito. Static prestó vocales para un tema, "Not Meant for Me", y la banda sonora de Queen of the Damned fue lanzada en febrero de 2002.
La contribución daría un vuelco a la banda; el tema, el cual era mucho más melódico que gran parte de la mayoría de la música de la banda en esas instancias, llamaría la atención de Tom Whalley, ejecutivo de Warner Brothers. Records, quien había presionado a la banda para que buscaran un sonido más melódico. Los cambios de los miembros y el personal alterarían el sonido de la banda. El sello discográfico no les permitiría trabajar nuevamente con el productor Ulrich Wild como en los dos discos anteriores, en su lugar poníendolos a trabajar con Josh Abraham, un productor conocido por trabajar con bandas melódicas comercialmente más exitosas como Staind, Filter y Velvet Revolver. El álbum sería el primero en incluir las contribuciones de Eisen, y el único en tener al baterista Josh Freese de A Perfect Circle, debido a Jay dejando la banda por dos días antes de empezar el proceso formal de grabación.
El tercer álbum de la banda, Shadow Zone, fue lanzado el 7 de octubre de 2003, y debutó en el número 20 en la lista Billboard 200, pero no fue capaz de ser disco de oro o de platino como los dos álbumes anteriores. Dos sencillos fueron lanzados para promover el álbum, "The Only" y "So". La banda procedió a contratar a Nick Oshiro, previamente de Seether, como el reemplazo de Jay y el baterista permanente de la banda, para hacer una gira para promocionar el dísco.
El 20 de julio de 2004, se lanzó Beneath... Between... Beyond..., una colección de rarezas y demos. Poco después del lanzamiento Beneath... Between... Beyond..., la banda volvió a hacer gira, esta vez con Fear Factory, y comenzó a trabajar en su cuatro álbum de estudio, Start a War. En febrero de 2005, Tripp Eisen fue arrestado en un escándalo sexual con menores, y fue despedido de la banda. El exguitarrista Koichi Fukuda, quien había apoyado con samples y teclados para el disco, regresó a Static-X para tomar el lugar de Eisen. Start a War finalmente fue lanzado el 14 de junio de 2005. «I'm the One» y «Dirthouse» fueron lanzados como sencillos del álbum.

### CannibalyCult of Static(2007-2009)
Su quinto álbum, Cannibal, lanzado el 3 de abril de 2007, marcó el regreso de su guitarrista original, Koichi Fukuda. Una de las nuevas canciones, "No Submission" fue lanzada en la banda sonora de Saw III antes del lanzamiento del álbum. "Cannibal" fue lanzado como sencillo para descargar en iTunes. "Destroyer" fue lanzado como  un sencillo para la radio, antes de que el álbum fuera lanzado.
El 20 de marzo, el álbum fue precedido con el EP exclusivo Destroyer, con un video siendo producido para el tema titular. El álbum debutó en el número 36 en los EE. UU. superando las ventas encima de las 30.000 unidades.
El 10 de mayo de 2007, se anunció que la banda estaría tocando en el escenario principal del Ozzfest 2007. Adicionalmente, en la época, Static anunció su intención de lanzar material como solista, refiriéndose a dicho material como "Pighammer". Mientras tanto, en noviembre de 2007, Campos temporalmente se unió a Ministry como bajista durante la gira C U LaTour debido a la muerte de Paul Raven.
La banda empezó a trabajar en su sexto álbum de estudio, Cult of Static, en enero de 2008 después de volver de una gira Operation Annihilation en Australia. El 14 de octubre de 2008, Static-X lanzó su CD/DVD en vivo, Cannibal Killers Live. El 11 de diciembre de 2008, Static anunció la fecha de lanzamiento y el nombre del disco. El álbum debutó en el N°16 en la lista Billboard 200, el puesto más alto desde su segundo disco, Machine. Una nueva canción de Static-X llamada "Lunatic" apareció en la banda sonora de la película Punisher: War Zone. La banda realizó una gira para promocionar el disco por el resto del año, tocando en festivales como el Download Festival y Rock on the Range.

### Descanso, separación y muerte de Wayne Static (2010-2017)
Tras finalizar sus últimas giras en Australia a fines de 2009, la banda comenzó a ceder ante la fricción de Static con el resto de la banda: Fukuda quería concentrarse más en su familia y la sobriedad recién descubierta de Oshiro estaba chocando con el abuso de sustancias de Static; Campos más tarde llamaría a esa etapa del grupo como un «ambiente tóxico». Static anunció que se enfocaría en su otro proyecto, titulado como Pighammer. Posteriormente reveló que Campos dejó la banda y se unió al grupo de metal Soulfly, pero clarificó que la banda no había sido disuelta, sino que los miembros estaban haciendo distintos proyectos a la vez. Static empezó a hacer su gira en solitario en 2011, más notablemente tocando en el Graspop Metal Meeting en 2011. Static lanzó su primer álbum como solista titulado como Pighammer el 4 de octubre de 2011.
En 2012, Wayne Static decidió reformar Static-X, pero ninguno de los miembros originales se unieron. En su lugar, su banda realizó una gira bajo el nombre de «Static-X». En junio de 2013, Static anunció oficialmente la disolución de la banda. Static culpó esto a un desacuerdo con Campos sobre los derechos de la banda; citando que Campos había sido pagado por Wayne para usar el nombre durante una gira, pero durante la misma, Wayne se enfermó. Siendo incapaces de tocar, el trato falló, finalizando a la banda. A pesar de la disolución de la banda, Static aún tocaba la música de la banda bajo su propio nombre y con banda de solista en 2014, en su mayoría tocando canciones de Wisconsin Death Trip para celebrar el decimoquinto aniversario del lanzamiento del álbum.
El 1 de noviembre de 2014, Wayne Static murió a la edad de 48. La esposa de Static, Tera Wray, comentó que a pesar del historial de drogas de Static, él había estado sobrio desde 2009, y que su muerte no estuvo vinculada con drogas ni sobredosis. A pesar de sus dichos, el reporte del coronario, lanzado en marzo de 2015, indicó que su muerte era el resultado de una combinación de un exceso de medicamentos y alcohol en su sistema, aunque la manera de morir parecía "natural."

### Reunión yProject Regeneration(2018-presente)
El 23 de octubre de 2018, Tony Campos anunció planes de Static-X para reunirse con Koichi Fukuda y Ken Jay para lanzar un nuevo disco en 2019 con el nombre de Project Regeneration, el cual incluirá canciones previamente no lanzadas con las vocales de Wayne Static y con cantantes invitados como David Draiman, Ivan Moody, Dez Fafara, Burton C. Bell, Al Jourgensen, Edsel Dope y otros.
La banda hizo una gira mundial para apoyar el disco en 2019, para coincidir con el vigésimo aniversario del lanzamiento de su disco debut, Wisconsin Death Trip, con un vocalista no identificado llamado «Xer0», con una máscara que algunos confundieron con la de Wayne Static. Esta decisión recibió comentarios mixtos, y algunos periodistas la apodaron como «un espeluznante cosplay de Wayne Static» y «un Static zombi». La banda insistió en que la familia de Static le dio su «bendición» a la banda, y Jay comentó que encajaba con el «sentido del humor terriblemente morboso» de Static. Si bien, la identidad de Xer0 no se reveló oficialmente por la banda, las especulaciones del público han apuntado en su mayoría al vocalista Dope, aunque él lo ha denegado.
El día 7 de septiembre de 2019, se publicó un vídeo promocional de una nueva canción, «Hollow (Project Regeneration)», donde se anunciaba que el nuevo disco vería la luz el día 20 de mayo de 2020. El 6 de febrero de 2020, la banda lanzó la primera canción de su álbum Project: Regeneration Vol. 1, titulada «Hollow (Project Regeneration)», y anunció que Project Regeneration ahora constaría de dos volúmenes, ambos con al menos 10 canciones, todas con la voz de Static. El disco estaba programado para ser lanzado el 15 de mayo de 2020, pero finalmente se presionó para ser lanzado el 10 de julio de 2020 debido a los retrasos de fabricación asociados con la pandemia de COVID-19. Static-X reanudó su trabajo en el «Volumen 2» poco después del lanzamiento del primero.

## Estilo musical e influencias
Static-X ha sido descrito como de metal industrial, nu metal, metal alternativo, rap metal, hard rock e inclusive de pop industrial. Según el periódico The Washington Post, el estilo de la banda ha sido descrito por sus integrantes como de «evil disco», que «combina elementos electrónicos influenciados por artistas industriales como Ministry y Skinny Puppy, así como con la ‘dureza’ de bandas como Pantera». Las influencias de Static-X han utilizado elementos de géneros como el techno, speed metal y el thrash metal.
Static ha citado la música house como una influencia en la música de la banda. También dijo que entre 1994 y 1996 ha escuchado a The Prodigy y The Crystal Method. Comentó que él «imaginaba que Static-X iba a ser algo como un Prodigy o un Crystal Method y un poco más de algo basado en la electrónica». Las influencias de Static-X incluyen a The Crystal Method, The Prodigy, Pantera, Ministry, Korn, Prong, The Sisters of Mercy, The Chemical Brothers, Joy Division, Kiss, Mortician, Crowbar, entre otros.
Una mención recurrente en el material de la banda fue la mención de “Otsego”, una referencia a Otsego, una ciudad ubicada en Míchigan, con canciones que llevan el nombre de la ciudad, incluidas «Otsegolation», «Otsego Undead», «Otsegolectric», «Otsego Amigo», «Disco Otsego» y «Otsego Placebo». Static asistió a la Universidad de Western Michigan, y en ese momento usó una identificación falsa que decía que era «Decano de Otsego».

## Miembros

### Miembros actuales
- Edsel Dope: Voz líder, guitarra rítmica. (2018-presente)
- Tony Campos: bajo, coros.(1994–2010, 2018-presente)
- Koichi Fukuda: guitarra líder, programación, teclados. (1994–2000, 2005–2010, 2018-presente)
- Ken Jay: batería. (1994-2002, 2018-presente)

### Miembros anteriores
- Tripp Eisen: guitarra líder.(2003-2005)
- Nick Oshiro: batería. (2003–2009)
- Sean Davidson: batería. (2012-2013)
- Andy Cole: bajo. (2012-2013)
- Wayne Static † : Voz líder, guitarra rítmica, programación. (1994-2010, 2012-2013)

## Discografía

### LPs
- Wisconsin Death Trip (1999)
- Machine (2001)
- Shadow Zone (2003)
- Beneath... Between... Beyond... (2004)
- Start a War (2005)
- Cannibal (2007)
- Cannibal Killers Live (2008)
- Cult of Static (2009)
- Project Regeneration Vol. 1 (2020)
- Project Regeneration Vol. 2 (2024)

| Año  | Título               | Discográfica               | Posición Chart Peak USA | Ventas en USA | Certificación |
| 1999 | Wisconsin Death Trip | Warner Bros. Records       | #107                    | + 1 000 000   | Platino       |
| 2001 | Machine              | Warner Bros. Records       | #11                     | + 600 000     | Oro           |
| 2003 | Shadow Zone          | Warner Bros. Records       | #20                     | + 300 000     | N/A           |
| 2005 | Start a War          | Warner Bros. Records       | #29                     | + 213 000     | N/A           |
| 2007 | Cannibal             | Reprise Records            | #36                     | + 160 000     | N/A           |
| 2009 | Cult of Static       | Reprise Records            | #16                     | + 50 000      | N/A           |
| 2020 | Project Regeneration | Otsego Entertainment Group | #48                     | -             | -             |

### EPs
- «Push It» (1999)
- «Black and White» (2001)
- «The Death Trip Continues» (2000)
- «Destroyer» (2007)

### Sencillos
- «Push It» (1999)
- «Bled For Days» (1999)
- «I'm With Stupid» (2000)
- «This Is Not» (2001)
- «Black and White» (2001)
- «Cold» (2002)
- «The Only» (2003)
- «So» (2004)
- «I'm the One» (2005)
- «Dirthouse» (2005)
- «Cannibal» (2007)
- «Destroyer» (2007)
- «Stingwray» (2009)
- «Hollow (Project Regeneration)» (2020)
- «All These Years» (2020)

| Año  | Título            | Posición Chart | Posición Chart | Posición Chart     | Posición Chart | Álbum                |
| Año  | Título            | US Hot 100     | US Modern Rock | US Mainstream Rock | UK             | Álbum                |
| 1999 | «Push It»         | -              | #36            | #20                | -              | Wisconsin Death Trip |
| 1999 | «Bled For Days»   | -              | -              | #36                | -              | Wisconsin Death Trip |
| 2000 | «I'm With Stupid» | -              | -              | #38                | -              | Wisconsin Death Trip |
| 2001 | «Black and White» | -              | -              | #35                | -              | Machine              |
| 2001 | «This Is Not»     | -              | -              | #36                | -              | Machine              |
| 2002 | «Cold»            | -              | -              | #29                | -              | Machine              |
| 2003 | «The Only»        | -              | -              | #22                | -              | Shadow Zone          |
| 2004 | «So»              | -              | -              | #37                | -              | Shadow Zone          |
| 2005 | «I'm the One»     | -              | -              | #22                | -              | Start a War          |
| 2005 | «Dirthouse»       | -              | -              | #27                | -              | Start a War          |
| 2007 | «Cannibal»        | -              | -              | -                  | -              | Cannibal             |
| 2007 | «Destroyer»       | -              | -              | #23                | -              | Cannibal             |
| 2009 | «Stingwray»       | -              | -              | -                  | -              | Cult of Static       |